# Can-Am 1967
Can-Am 1967 var den andra säsongen av sportvagnsserien Canadian-American Challenge Cup. Serien som sanktionerades av Sports Car Club of America och Canadian Automobile Sport Clubs var till för FIA Grupp 7-bilar och kördes över sex omgångar i USA och Kanada. Säsongen startade 3 september och avslutades 12 november. Bruce McLaren tog hem förarmästerskapet, strax före Denny Hulme

## Delsegrare
| Datum        | Bana          | Vinnare       | Konstruktör       |
| ------------ | ------------- | ------------- | ----------------- |
| 3 september  | Road America  | Denny Hulme   | McLaren-Chevrolet |
| 17 september | Bridgehampton | Denny Hulme   | McLaren-Chevrolet |
| 23 september | Mosport Park  | Denny Hulme   | McLaren-Chevrolet |
| 15 oktober   | Laguna Seca   | Bruce McLaren | McLaren-Chevrolet |
| 29 oktober   | Riverside     | Bruce McLaren | McLaren-Chevrolet |
| 12 november  | Stardust      | John Surtees  | Lola-Chevrolet    |

## Slutresultat
| Plats | Förare                | Konstruktör                      | Poäng |
| ----- | --------------------- | -------------------------------- | ----- |
| 1     | Bruce McLaren         | McLaren-Chevrolet                | 30    |
| 2     | Denny Hulme           | McLaren-Chevrolet                | 27    |
| 3     | John Surtees          | Lola-Chevrolet                   | 16    |
| 4     | Mark Donohue          | Lola-Chevrolet                   | 16    |
| 5     | Jim Hall              | Chaparral-Chevrolet              | 15    |
| 6     | Mike Spence           | McLaren-Chevrolet                | 10    |
| 7     | George Follmer        | Lola-Chevrolet                   | 10    |
| 8     | Bud Morley            | McLaren-Chevrolet                | 5     |
| 9=    | Peter Revson          | Lola-Chevrolet                   | 3     |
| 9=    | Parnelli Jones        | Lola-Chevrolet                   | 3     |
| 9=    | Charlie Hayes         | McKee-Chevrolet McKee-Oldsmobile | 3     |
| 12=   | Skip Scott            | McLaren-Chevrolet                | 2     |
| 12=   | Lothar Motschenbacher | Lola-Chevrolet                   | 2     |
| 12=   | Chris Amon            | Ferrari                          | 2     |
| 15=   | Jerry Hansen          | McLaren-Chevrolet                | 1     |
| 15=   | Chuck Parsons         | McLaren-Chevrolet                | 1     |
| 15=   | Bill Eve              | Lola-Chevrolet Lotus-Ford        | 1     |
| 15=   | Rick Muther           | Lola-Chevrolet                   | 1     |